# Гексагональна сингонія

Гексагональна сингонія

Гексагона́льна синго́нія — тип сингонії кристалічної ґратки.
Позначення: D6h, h'.
Кристалічні класи: C6, C3h, C6h, C6v, D3h, D6, D6h
Елементарна ґратка має в основі правильний шестикутник із атомом у центрі. Інша вісь перпендикулярна до основи.
Утворюється при щільній упаковці сферичних куль.

## Дотичний термін
ГЕКСАГОНАЛЬНИЙ — у кристалографії — система, що характеризується постійною присутністю однієї шестірної або потрійної осі симетрії.

## Приклади
- Графіт
- Телурид мангану
- Титан
- Цинк
- Цирконій